# Матч всех звёзд женской НБА 2015 года
Матч всех звёзд женской НБА 2015 года (англ. 2015 WNBA All-Star Game) — ежегодная показательная баскетбольная игра, прошедшая в субботу, 25 июля 2015 года, в Анкасвилле (штат Коннектикут) на домашней арене клуба «Коннектикут Сан» «Мохеган Сан Арена». Эта встреча стала тринадцатым матчем всех звёзд (ASG) в истории женской национальной баскетбольной ассоциации (ВНБА) и четвёртым, проведённым в Анкасвилле, первые 3 прошли в 2005, 2009 и 2013 годах. Встреча транслировалась кабельным спортивным каналом ESPN на телевизионном канале ABC (в формате HD TV) в 3:30 по Североамериканскому восточному времени (ET), а судьями на матче работали Дениз Брукс, Байрон Джарретт и Эрик Брютон.
Сборная Запада под руководством Сэнди Бронделло в упорной борьбе обыграла команду Востока Поки Четмэн со счётом 117:112, тем самым увеличив счёт в их противостоянии (9:4). Первые 6 игр всех звёзд женской НБА неизменно выигрывала сборная Запада, 2 следующие остались за Востоком, а затем победы стали чередоваться, следующую выиграла сборная Запада, через одну опять же команда Востока и так далее. Самым ценным игроком этого матча была признана Майя Мур, которая представляла на нём команду «Миннесота Линкс», став самым результативным игроком матча всех звёзд ЖНБА, перекрыв прошлогоднее достижение Шони Шиммель, которое к тому же было достигнуто в овертайме.

## Матч всех звёзд

### Составы команд
Игроки стартовых пятёрок матча всех звёзд женской НБА выбираются по итогам электронного голосования, проводимого среди болельщиков на официальном сайте лиги — WNBA.com. Выбор баскетболисток резервного состава команд Востока и Запада проводится путём голосования среди главных тренеров клубов, входящих в конференцию, причём они не могут голосовать за своих собственных подопечных. До 2013 года наставники могли выбрать двух защитников, двух форвардов, одного центрового и ещё двух игроков вне зависимости от их амплуа. В 2014 году позиции форварда и центрового были объединены в единую категорию нападения, после чего наставники команд стали голосовать за двух защитников, трёх игроков нападения и одного игрока независимо от позиции. Если та или иная баскетболистка не может участвовать в ASG из-за травмы или по болезни, то их заменяют специально отобранные для этого резервисты.
По правилам женской НБА на тренерский мостик сборных Востока и Запада назначаются наставники клубов, участвовавших в финале прошлого сезона, исключением являются матчи всех звёзд 1999 и 2009 годов. В 2014 году в финальной серии турнира играли команды «Чикаго Скай» и «Финикс Меркури», поэтому сборной Востока руководила Поки Четмэн, а сборной Запада — Сэнди Бронделло.
14 июля женская НБА опубликовала итоги голосования среди болельщиков на сайте ассоциации, по результатам которого наибольшее число голосов среди игроков Востока набрала Елена Делле Донн (18 034), а среди игроков Запада — Скайлар Диггинс (15 895). В итоге в стартовую пятёрку сборной Востока помимо Делле Донн попали Тамика Кэтчингс (9 923), Шони Шиммель (8 881), Энджел Маккатри (7 619) и Тина Чарльз (6 129), а вот в стартовую пятёрку команды Запада помимо Диггинс вошли Майя Мур (13 706), Сеймон Огастус (9 599), Бриттни Грайнер (7 138) и Кэндис Дюпри (5 954).
21 июля были опубликованы итоги голосования среди главных тренеров команд ВНБА, по результатам которого резервистами Востока стали Алекс Бентли, Марисса Коулман, Кэппи Пондекстер, Эмма Миссеман, Келси Боун и Стефани Долсон. А запасными Запада стали Даниэлла Робинсон, Линдсей Уэйлен, Деванна Боннер, Сью Бёрд, Ннека Огвумике и Пленетт Пирсон. Однако Диггинс и Огастус не смогли принять участие в этой игре, у обеих были травмированы колени, в результате этого образовавшиеся вакантные места в стартовой пятёрке Запада заняли Бёрд и Боннер. Уэйлен же из-за повреждения глаза также не смогла принять участие в этом матче, поэтому образовавшиеся вакантные места среди резервистов Запада заняли Рикуна Уильямс, Кайла Макбрайд и Жантель Лавендер.
По результатам голосования рекордный десятый раз на матч всех звёзд ЖНБА получила вызов Тамика Кэтчингс, обогнав по количеству включений лидировавшую до этого по этому показателю вместе с ней Тину Томпсон, которую в свою очередь догнала преследовавшая их Сью Бёрд, седьмой раз — Кэппи Пондекстер, шестой раз — Сеймон Огастус, пятый раз — Линдсей Уэйлен и Кэндис Дюпри и четвёртый раз — Майя Мур, Энджел Маккатри и Тина Чарльз.
В данной таблице опубликованы полные составы сборных Запада и Востока предстоящего матча.
| Поз.                                             | Игрок               | Команда             | Выбор             |
| Стартовая пятёрка                                | Стартовая пятёрка   | Стартовая пятёрка   | Стартовая пятёрка |
| ------------------------------------------------ | ------------------- | ------------------- | ----------------- |
| З                                                | Скайлар Диггинс[a]  | Талса Шок           | 2-й               |
| З                                                | Сеймон Огастус[a]   | Миннесота Линкс     | 6-й               |
| Ф                                                | Майя Мур            | Миннесота Линкс     | 4-й               |
| Ф                                                | Кэндис Дюпри        | Финикс Меркури      | 5-й               |
| Ц                                                | Бриттни Грайнер     | Финикс Меркури      | 3-й               |
| Запасные игроки                                  |                     |                     |                   |
| З                                                | Даниэлла Робинсон   | Сан-Антонио Старз   | 3-й               |
| З                                                | Сью Бёрд[c]         | Сиэтл Шторм         | 9-й               |
| З                                                | Деванна Боннер[c]   | Финикс Меркури      | 1-й               |
| З                                                | Рикуна Уильямс[b]   | Талса Шок           | 1-й               |
| З                                                | Линдсей Уэйлен[a]   | Миннесота Линкс     | 5-й               |
| З                                                | Кайла Макбрайд[b]   | Сан-Антонио Старз   | 1-й               |
| Ф                                                | Пленетт Пирсон      | Талса Шок           | 1-й               |
| Ф                                                | Ннека Огвумике      | Лос-Анджелес Спаркс | 3-й               |
| Ц                                                | Жантель Лавендер[b] | Лос-Анджелес Спаркс | 1-й               |
| Главный тренер: Сэнди Бронделло (Финикс Меркури) |                     |                     |                   |

| Поз.                                      | Игрок             | Команда           | Выбор             |
| Стартовая пятёрка                         | Стартовая пятёрка | Стартовая пятёрка | Стартовая пятёрка |
| ----------------------------------------- | ----------------- | ----------------- | ----------------- |
| З                                         | Елена Делле Донн  | Чикаго Скай       | 3-й               |
| З                                         | Шони Шиммель      | Атланта Дрим      | 2-й               |
| Ф                                         | Тамика Кэтчингс   | Индиана Фивер     | 10-й              |
| Ф                                         | Энджел Маккатри   | Атланта Дрим      | 4-й               |
| Ц                                         | Тина Чарльз       | Нью-Йорк Либерти  | 4-й               |
| Запасные игроки                           |                   |                   |                   |
| З                                         | Кэппи Пондекстер  | Чикаго Скай       | 7-й               |
| З                                         | Алекс Бентли      | Коннектикут Сан   | 1-й               |
| З                                         | Марисса Коулман   | Индиана Фивер     | 1-й               |
| Ф                                         | Келси Боун        | Коннектикут Сан   | 1-й               |
| Ц                                         | Эмма Миссеман     | Вашингтон Мистикс | 1-й               |
| Ц                                         | Стефани Долсон    | Вашингтон Мистикс | 1-й               |
| Главный тренер: Поки Четмэн (Чикаго Скай) |                   |                   |                   |

- a  Игроки, не принимавшие участие в матче из-за травмы.
- b  Игроки, заменившие в нём травмированных.
- c  Игроки, начавшие игру в стартовой пятёрке, вместо травмированных.

### Ход матча
Первая половина первой четверти игры прошла в абсолютно равной борьбе, небольшое преимущество в ней переходило от Востока к Западу и наоборот, которое не превышало трёх очков, причём, если одна из команд выходила вперёд, то другая сразу же догоняла соперника. И только за 4:33 до окончания четверти после точного броска со средней дистанции в исполнении Жантель Лавендер сборной Запада удалось оторваться в счёте на четыре очка (18:14). Впрочем тут же команда Востока, усилиями Мариссы Коулман и Шони Шиммель, набрала шесть очков подряд и вернула себе лидерство в игре. За 3:25 до конца четверти, после точного броска Ннеки Огвумике, сборная Запада сравняла счёт (20:20), однако сразу же после этого сборная Востока совершила в ответ резкий рывок и уже через полторы минуты владела преимуществом в восемь очков после точного трёхочкового Мариссы Коулман (30:22). Концовка четверти опять же немного лучше удалась сборной Востока, которая, благодаря двум точным броскам Эммы Миссеман, ушла на символический перерыв с двухзначным преимуществом в счёте (34:24). Первую половину второй четверти сборной Востока удавалось сохранить достигнутое преимущество, 43:33 после удачного броска со средней дистанции Тамики Кэтчингс, а как только команде Запада удалось сократить перевес в счёте до семи очков (45:38), Поки Четмэн взяла тайм-аут. Однако после его завершения сборная Запада стала стремительно сокращать разницу в счёте и за 2:36 до свистка, после точного трёхочкового в исполнении Кайлы Макбрайд, от преимущества Востока осталось всего три очка (52:49). Концовка второй четверти прошла в относительно равной борьбе, однако за 35 секунд до большого перерыва, благодаря точному трёхочковому Майи Мур, сборной Запада удалось сократить своё отставание до минимума (58:59).
После большого перерыва обстановка на площадке не изменилась, первая половина третьей четверти прошла в абсолютно равной борьбе, большую часть которой с небольшим преимуществом лидировала команда Востока, в основном благодаря отличным действиям Алекс Бентли, забросившей три трёхочковых броска подряд. Но постепенно инициатива в матче перешла на сторону сборной Запада, которая за 5:50 до конца третьей четверти, после двух точных трёхочковых в исполнении Майи Мур и Бриттни Грайнер, наконец, вышла вперёд (73:70). После официального перерыва команда Запада продолжила нагнетать обстановку на площадке, и за 3:02 до конца третьей четверти, после точного трёхочкового Пленетт Пирсон, её преимущество достигло двухзначной отметки (89:79). Затем Востоку удался ответный рывок, во время которого особо отличились Алекс Бентли и Стефани Долсон, после этого на площадке установилось равновесие (91:91), впрочем за шесть секунд до конца третьей четверти команда Запада довела до логического завершения последнюю атаку и ушла на символический перерыв лидируя в счёте (93:91). Первая половина последней четверти встречи прошла в абсолютно равной борьбе, большую часть которой с небольшим гандикапом лидировала сборная Запада. Только в середине четверти команде Востока, после точного броска из-под кольца Тамики Кэтчингс, удалось сравнять счёт (100:100), после чего её наставник взял минутный тайм-аут. Следующий отрезок встречи прошёл в равной борьбе, а за 2:50 до финального свистка, после дальнего попадания Кайлы Макбрайд, который вывел вперёд сборную Запада, после чего тайм-аут взяла уже Сэнди Бронделло. Сразу после его завершения команде Запада удался решающий рывок, во всей красе проявила себя Майя Мур, которая набрала десять очков подряд, в итоге за 38 секунд до конца игры подопечные Бронделло вели с комфортным преимуществом в семь очков (115:108). В оставшееся до финальной сирены время сборной Востока не удалось как-то изменить ситуацию на площадке, команда Запада отлично сыграла в обороне и довела встречу до итоговой победы (117:112), выиграв уже девятый матч всех звёзд из тринадцати проведённых.
Самым ценным игроком этого матча была признана форвард Майя Мур из «Миннесота Линкс», которая набрала 30 очков, совершила 6 подборов и сделала 5 передач, тем самым став самым результативным игроком этой встречи, перекрыв прошлогоднее достижение Шони Шиммель, которое к тому же было достигнуто в овертайме. Кроме того лучшими игроками этой игры, предопределившими победу сборной Запада, стали Бриттни Грайнер, набравшая 21 очко, 9 подборов и 3 блок-шота, Кайла Макбрайд, набравшая 18 очков, 4 подбора и 2 перехвата, Ннека Огвумике, набравшая 10 очков и 8 подборов и Жантель Лавендер, набравшая 9 очков и 12 подборов. Лучшими игроками Востока стали Алекс Бентли, набравшая 23 очка и 5 передач, Елена Делле Донн, набравшая 16 очков и 8 подборов, Шони Шиммель, набравшая 13 очков и 6 передач, Тина Чарльз, набравшая 13 очков и 4 подбора и Эмма Миссеман, набравшая 10 очков и 7 подборов. Забив в своей десятой по счёту ASG WNBA 8 очков, Тамика Кэтчингс стала самым результативным игроком в истории проведения матчей всех звёзд, обогнав в итоге Лизу Лесли, на счету которой 102 очка.
| 25 июля 2015 года 3:30 pm (ET) | Протокол | Сборная Запада             | 117:112  | Сборная Востока      | Мохеган Сан Арена, Анкасвилл (штат Коннектикут) Зрителей: 8 214 Судьи: Дениз Брукс № 9 Байрон Джарретт № 21 Эрик Брютон № 55 | ABC (HD) |
| 25 июля 2015 года 3:30 pm (ET) | Протокол | 24:34, 34:25, 35:32, 24:21 |          |                      | Мохеган Сан Арена, Анкасвилл (штат Коннектикут) Зрителей: 8 214 Судьи: Дениз Брукс № 9 Байрон Джарретт № 21 Эрик Брютон № 55 | ABC (HD) |
| 25 июля 2015 года 3:30 pm (ET) | Протокол | Майя Мур 30                | Очки     | Алекс Бентли 23      | Мохеган Сан Арена, Анкасвилл (штат Коннектикут) Зрителей: 8 214 Судьи: Дениз Брукс № 9 Байрон Джарретт № 21 Эрик Брютон № 55 | ABC (HD) |
| 25 июля 2015 года 3:30 pm (ET) | Протокол | Жантель Лавендер 12        | Подборы  | Тамика Кэтчингс 10   | Мохеган Сан Арена, Анкасвилл (штат Коннектикут) Зрителей: 8 214 Судьи: Дениз Брукс № 9 Байрон Джарретт № 21 Эрик Брютон № 55 | ABC (HD) |
| 25 июля 2015 года 3:30 pm (ET) | Протокол | Даниэлла Робинсон 7        | Передачи | Кэтчингс и Шиммель 6 | Мохеган Сан Арена, Анкасвилл (штат Коннектикут) Зрителей: 8 214 Судьи: Дениз Брукс № 9 Байрон Джарретт № 21 Эрик Брютон № 55 | ABC (HD) |

### Полная статистика матча
В данной таблице показан подробный статистический анализ этого матча.

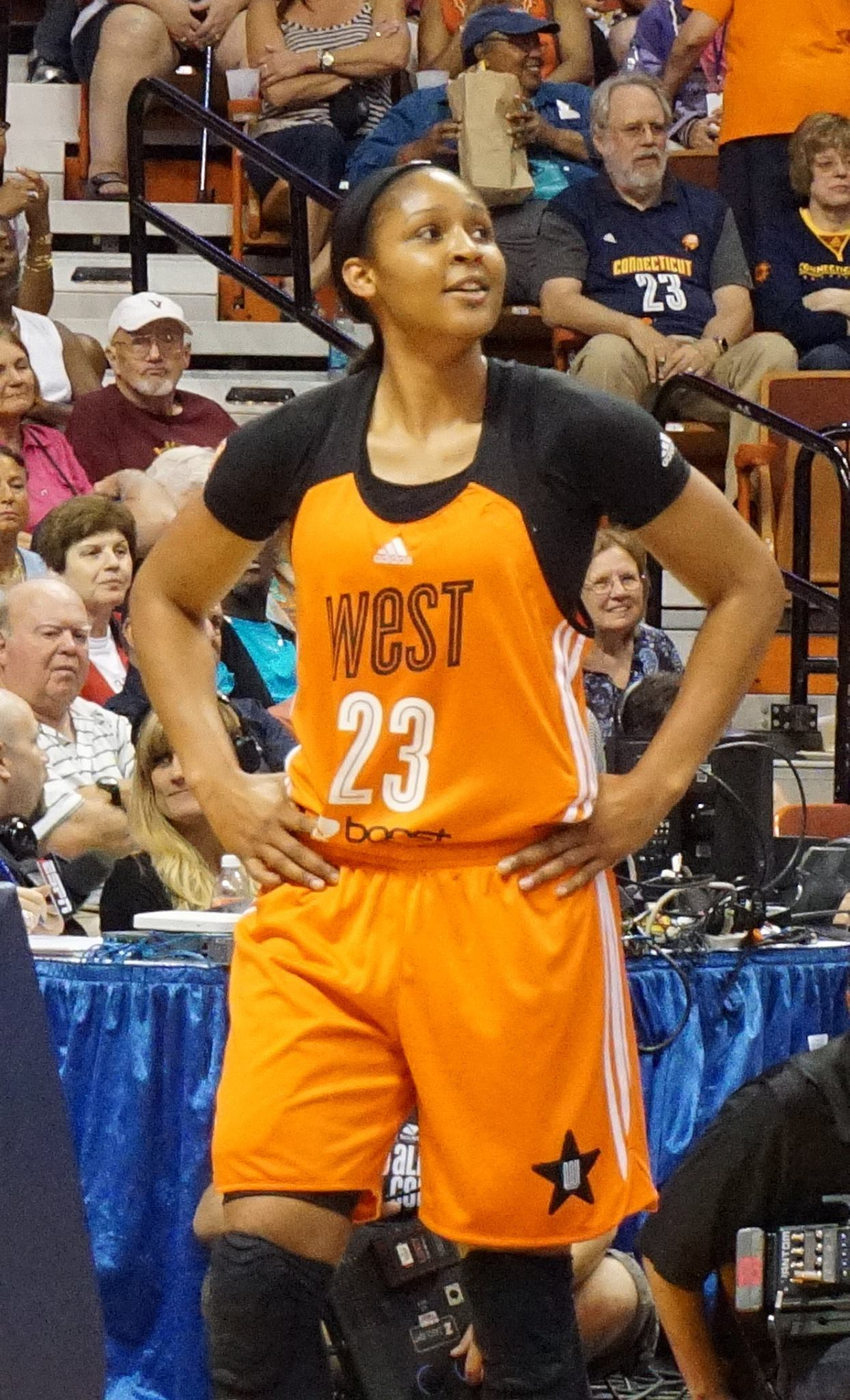
Майя Мур, лучшая по очкам и самый ценный игрок матча (30)
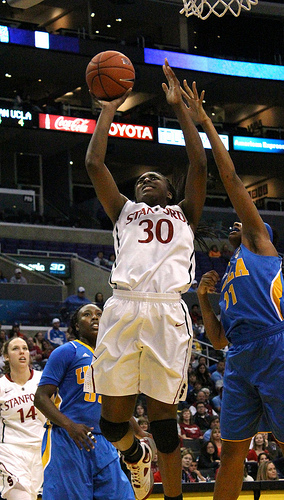
Ннека Огвумике, четвёртый игрок матча по подборам (8)
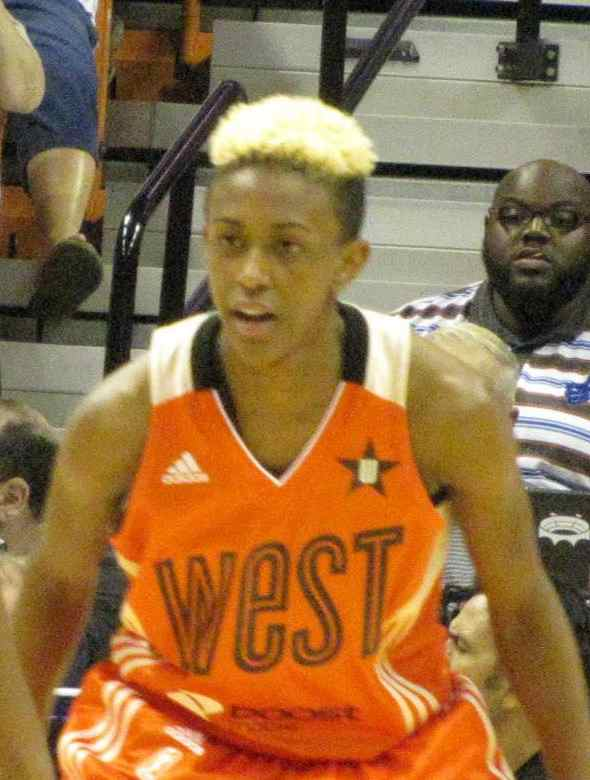
Даниэлла Робинсон, лучший игрок матча по передачам (7)
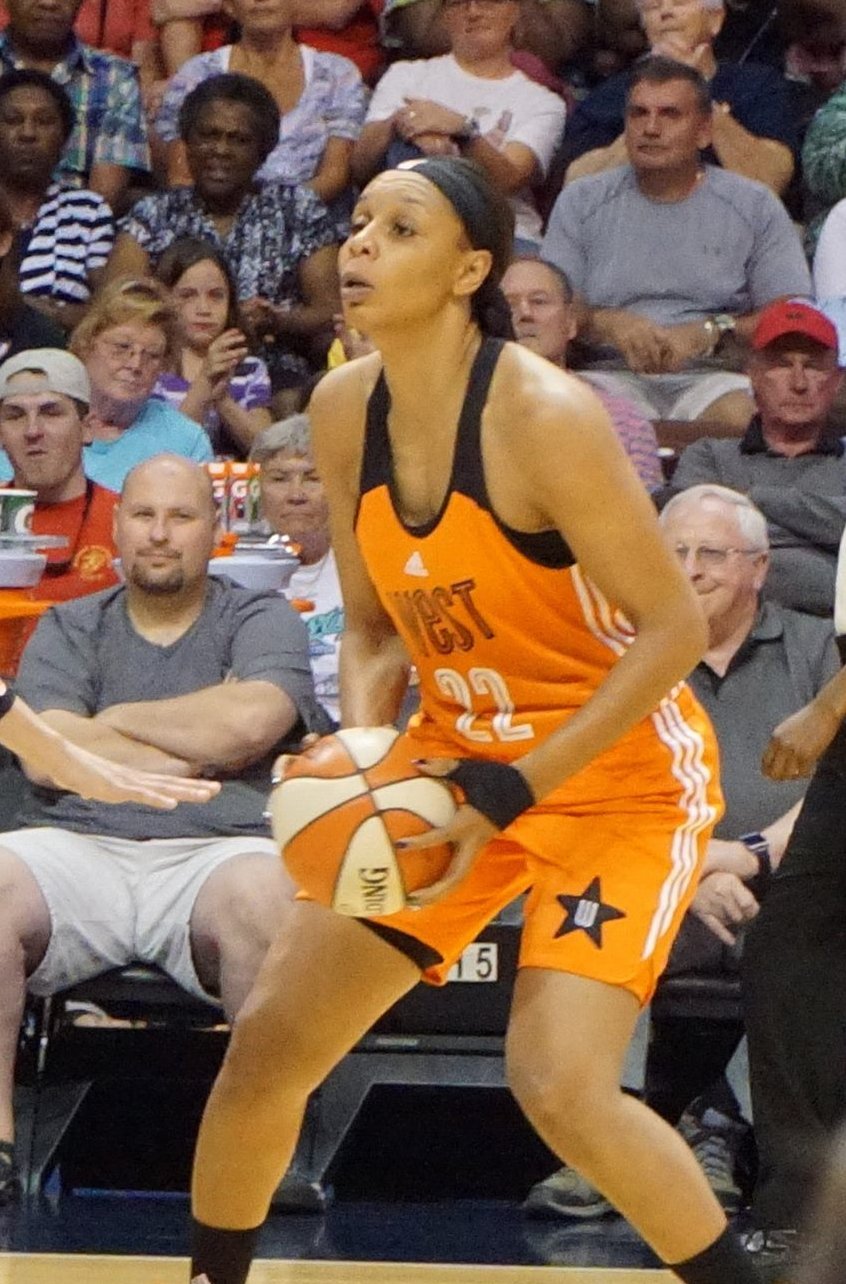
Пленетт Пирсон, третий игрок матча по перехватам (1)
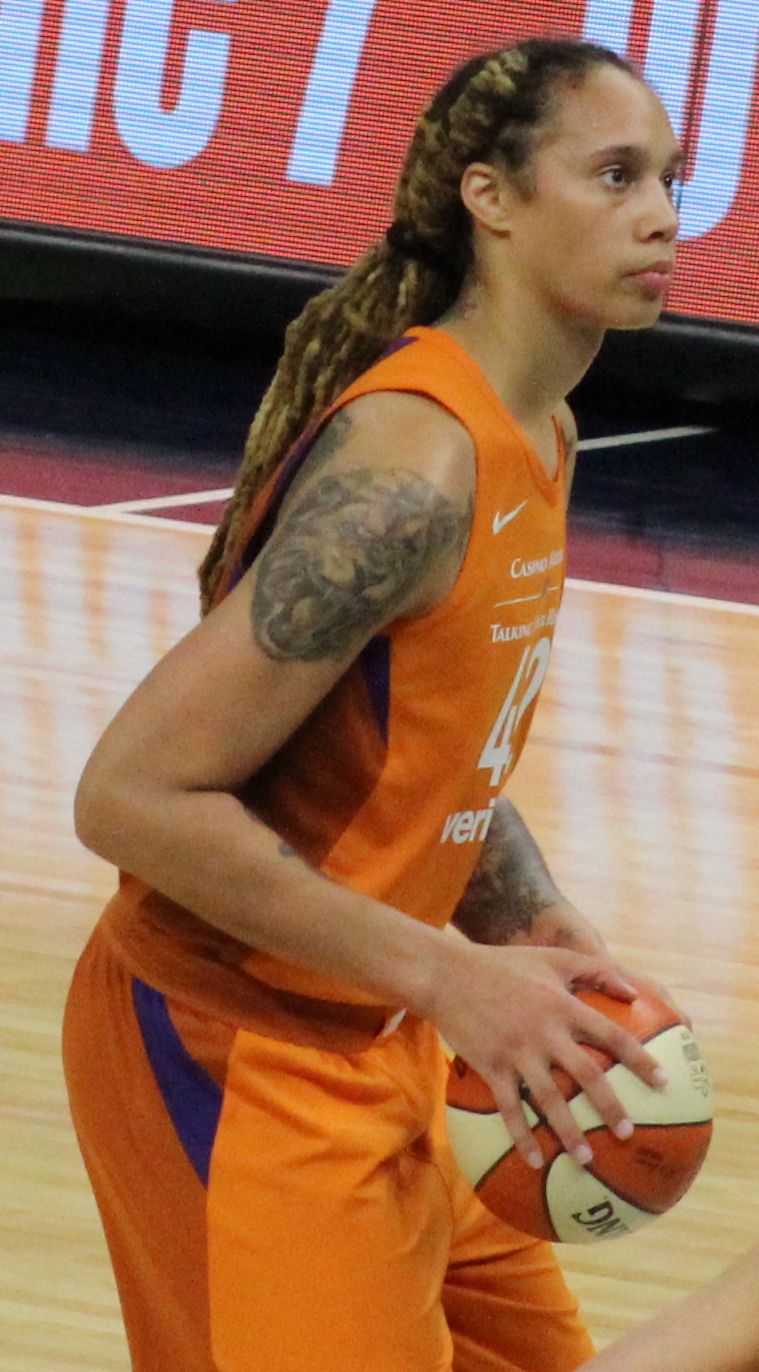
Бриттни Грайнер, лучший игрок матча по блок-шотам (3)

| Звёзды Западной конференции |                          |        |       |       |     |     |     |     |     |    |    |    |     |    |     |
| Стартовая пятёрка           | Команда                  | MIN    | FG    | 3P    | FT  | OFF | DEF | TOT | AST | ST | BS | BA | TOV | PF | PTS |
| Сью Бёрд                    | Сиэтл Шторм              | 18:20  | 2-3   | 1-2   | 0-0 | 0   | 0   | 0   | 3   | 0  | 0  | 0  | 0   | 1  | 5   |
| Деванна Боннер              | Финикс Меркури           | 15:42  | 1-3   | 0-1   | 0-0 | 0   | 3   | 3   | 5   | 1  | 0  | 1  | 0   | 0  | 2   |
| Майя Мур[d]                 | Миннесота Линкс          | 20:16  | 10-16 | 6-10  | 4-5 | 0   | 6   | 6   | 5   | 1  | 0  | 0  | 3   | 3  | 30  |
| Кэндис Дюпри                | Финикс Меркури           | 14:28  | 3-5   | 0-0   | 0-0 | 0   | 1   | 1   | 1   | 0  | 0  | 2  | 0   | 0  | 6   |
| Бриттни Грайнер             | Финикс Меркури           | 21:44  | 10-15 | 1-5   | 0-0 | 3   | 6   | 9   | 1   | 0  | 3  | 0  | 0   | 2  | 21  |
| Запасные игроки             |                          |        |       |       |     |     |     |     |     |    |    |    |     |    |     |
| Даниэлла Робинсон           | Сан-Антонио Старз        | 21:40  | 3-8   | 0-0   | 0-0 | 1   | 1   | 2   | 7   | 1  | 0  | 0  | 2   | 0  | 6   |
| Рикуна Уильямс              | Талса Шок                | 18:06  | 1-8   | 1-6   | 0-0 | 0   | 3   | 3   | 6   | 1  | 0  | 0  | 1   | 0  | 3   |
| Кайла Макбрайд              | Сан-Антонио Старз        | 23:58  | 7-16  | 4-10  | 0-0 | 0   | 4   | 4   | 2   | 2  | 0  | 1  | 1   | 1  | 18  |
| Пленетт Пирсон              | Талса Шок                | 14:34  | 3-7   | 1-2   | 0-0 | 1   | 0   | 1   | 1   | 1  | 0  | 0  | 0   | 1  | 7   |
| Ннека Огвумике              | Лос-Анджелес Спаркс      | 17:22  | 5-8   | 0-1   | 0-0 | 1   | 7   | 8   | 1   | 0  | 0  | 0  | 1   | 0  | 10  |
| Жантель Лавендер            | Лос-Анджелес Спаркс      | 13:50  | 4-8   | 0-2   | 1-2 | 4   | 8   | 12  | 2   | 0  | 0  | 0  | 3   | 0  | 9   |
| Всего                       |                          | 200:00 | 49-97 | 14-39 | 5-7 | 10  | 39  | 49  | 34  | 7  | 3  | 4  | 11  | 8  | 117 |
| Главный тренер              | Сэнди Бронделло (Финикс) |        |       |       |     |     |     |     |     |    |    |    |     |    |     |

| Звёзды Восточной конференции |                      |        |        |       |     |     |     |     |     |    |    |    |     |    |     |
| Стартовая пятёрка            | Команда              | MIN    | FG     | 3P    | FT  | OFF | DEF | TOT | AST | ST | BS | BA | TOV | PF | PTS |
| Елена Делле Донн             | Чикаго Скай          | 17:46  | 7-11   | 2-5   | 0-0 | 3   | 5   | 8   | 1   | 0  | 0  | 0  | 0   | 0  | 16  |
| Шони Шиммель                 | Атланта Дрим         | 25:38  | 5-14   | 3-10  | 0-0 | 0   | 1   | 1   | 6   | 2  | 0  | 0  | 2   | 1  | 13  |
| Тамика Кэтчингс              | Индиана Фивер        | 19:57  | 4-8    | 0-0   | 0-0 | 1   | 9   | 10  | 6   | 0  | 0  | 0  | 2   | 0  | 8   |
| Энджел Маккатри              | Атланта Дрим         | 20:10  | 4-12   | 1-2   | 0-0 | 1   | 1   | 2   | 1   | 1  | 1  | 0  | 2   | 2  | 9   |
| Тина Чарльз                  | Нью-Йорк Либерти     | 14:46  | 6-10   | 0-4   | 1-1 | 0   | 4   | 4   | 0   | 1  | 1  | 0  | 0   | 1  | 13  |
| Запасные игроки              |                      |        |        |       |     |     |     |     |     |    |    |    |     |    |     |
| Кэппи Пондекстер             | Чикаго Скай          | 12:04  | 2-7    | 0-3   | 0-0 | 1   | 4   | 5   | 2   | 1  | 0  | 0  | 0   | 1  | 4   |
| Алекс Бентли                 | Коннектикут Сан      | 24:05  | 9-14   | 5-8   | 0-0 | 0   | 1   | 1   | 5   | 1  | 1  | 1  | 1   | 1  | 23  |
| Марисса Коулман              | Индиана Фивер        | 18:06  | 2-8    | 2-5   | 0-0 | 1   | 0   | 1   | 2   | 0  | 0  | 0  | 0   | 1  | 6   |
| Келси Боун                   | Коннектикут Сан      | 13:46  | 2-7    | 0-3   | 2-2 | 2   | 6   | 8   | 0   | 0  | 0  | 2  | 0   | 0  | 6   |
| Эмма Миссеман                | Вашингтон Мистикс    | 19:24  | 5-8    | 0-1   | 0-0 | 2   | 5   | 7   | 1   | 1  | 1  | 0  | 0   | 0  | 10  |
| Стефани Долсон               | Вашингтон Мистикс    | 14:18  | 2-5    | 0-1   | 0-0 | 2   | 1   | 3   | 1   | 1  | 0  | 0  | 1   | 1  | 4   |
| Всего                        |                      | 200:00 | 48-104 | 13-42 | 3-3 | 13  | 37  | 50  | 25  | 8  | 4  | 3  | 8   | 8  | 112 |
| Главный тренер               | Поки Четмэн (Чикаго) |        |        |       |     |     |     |     |     |    |    |    |     |    |     |

- d  Жирным курсивным шрифтом выделена статистика самого ценного игрока матча.